# Lezina arabica
Lezina arabica är en insektsart som beskrevs av Heinrich Hugo Karny 1937. Lezina arabica ingår i släktet Lezina och familjen Gryllacrididae. Inga underarter finns listade i Catalogue of Life.